# Ochyrocera corozalensis
Ochyrocera corozalensis is een spinnensoort uit de familie Ochyroceratidae. De soort komt voor in Venezuela.